# Hotelul „La crucea alpinistului” (film)
Hotelul „La crucea alpinistului” (în estonă "Hukkunud Alpinisti" hotell, în rusă Отель "У погибшего альпиниста") este un film eston din1979 din perioada ocupației sovietice. A fost regizat de Grigori Kromanov și s-a bazat pe romanul omonim al fraților Strugațki, care au scris și scenariul.

## Rezumat
Inspectorul Glebsky ajunge la hotelul "La crucea alpinistului" din cauza unui apel anonim. Acest hotel este situat într-o zonă îndepărtată dintr-o vale, ascuns printre munții dintr-o țară fictivă europene. Însuși numele hotelului  - „La crucea alpinistului” poate fi explicat simplu: aici a murit un alpinist care a căzut de pe o stâncă. Și-a lăsat în urmă doar câinele său credincios - un Saint Bernard numit Lel. În hotel există un portret destul de sumbru al alpinistului lângă care credinciosului Lel îi place să doarmă. 
Aproape toți cei cazați aici sunt destul de ciudați, în special domnul și doamna Moses și Olaf Andvarafors. Mai târziu, un alt individ ciudat se materializează; Luarvik, care nici măcar nu poate rosti câteva cuvinte. Domnul Moses și Luarvik se dovedesc a fi extratereștri iar doamna Moses și Olaf roboții lor, cu toate că par oameni obișnuiți. Iar în munți ei suferă o nenorocire. 
După o ninsoare grea, când legăturile către hotelul sunt tăiate față de lumea exterioară, la un moment dat apare un corp. Inspectorul Glebsky inițiază o anchetă, folosindu-și toate abilitățile sale standard. Cu toate acestea, investigarea pseudo-uciderii lui Olaf este oprită. Și când se pare că toate complexitățile complotului sunt dezvăluite și extratereștrii pot părăsi în siguranță Pământul, apare un elicopter militar. 
Inspectorul are șansa de a face o favoare extratereștrilor, dar Glebsky se comportă ca un polițist tipic, subordonat doar bunului simț și instrucțiunilor oficiale, ceea ce duce la tragicul rezultat. 
La sfârșitul filmului, inspectorul este măcinat de îndoieli dacă a făcut tot ce a putut... 

## Distribuție
- Uldis Pūcītis - Inspectorul Peter Glebsky
- Jüri Järvet - Alex Snewahr
- Lembit Peterson - Simon Simonet
- Mikk Mikiver - Hinckus
- Kārlis Sebris - Domnule Moses
- Irena Kriauzaitė - Dna. Moses
- Sulev Luik - Luarvik
- Tiit Härm - Olaf Andvarafors
- Nijolė Oželytė - Brun
- Raarin Kaarin - Kaisa

## Producție
Filmul a fost regizat de Grigori Kromanov, cu soția sa Irena Veisaitė ca regizor asistent, în timp a luat vacanță un an de la universitate. A fost filmat între 1978 și 1979 în Kazahstan și are loc într-o țară occidentală fictivă.

## Recepție și analiză
Eva Näripea și Henriette Cederlöf, într-un articol din 2015 despre film, l-au privit ca un amestec între științifico-fantastic și filmul noir, ultima variantă în special pentru estetica sa vizuală.  De asemenea, ei au văzut filmul ca „[atingând] tensiunile inerente și anxietățile sociale ale regimului sovietic „brutal comunist” și „naționalismul sovietic și amenințarea pe care o reprezintă pentru limbă, cultură și existența însăși a grupurilor etnice non-ruse“. Identitatea de gen a fost, de asemenea, o temă pe care au identificat-o în film, comentând „aparenta negare a hetero-normalității ca unic sistem de coordonate acceptat pentru identitatea sexuală”, care „paralelizează denunțarea evidentă a relațiilor de putere opresivă și încercările autorităților sovietice de a combate toate tipurile de deosebiri, inclusiv de origine ideologică și etnică". 

## Lansare
A fost lansat în anul 1980 și a avut parte de un mare succes comercial, fiind vizionat de 17,5 milioane de spectatori în cinematografele din Uniunea Sovietică.

## Premii
- Cea mai bună cinematografie (Jüri Sillart), Concursul de film al URSS (Shostka), 1979
- Cea mai bună cinematografie (Jüri Sillart), Festivalul de film al RSS Estonă, 1980
- Cel mai bun design de artă (Tõnu Virve), Festivalul de film al RSS Estonă, 1980
- Premiul special al juriului pentru reprezentarea romanului în coloana sonoră (Sven Grünberg), Festivalul de film al RSS Estonă, 1980